# Phoinix (Diadoche)
Phoinix (altgriechisch Φοῖνιξ Phoínix, lateinisch Phoenix) aus Tenedos war ein griechischer Feldherr während der Diadochenkriege des 4. vorchristlichen Jahrhunderts.
Über eine mögliche Teilnahme am Asienfeldzug Alexanders des Großen ist nichts überliefert. Erstmals wird Phoinix zu Beginn des ersten Diadochenkrieges 321 v. Chr. im Gefolge des Eumenes von Kardia genannt. In der siegreichen Schlacht am Hellespont gegen Krateros führte Phoinix die Kavallerie des Eumenes. Nach Eumenes’ Ende in der Schlacht von Gabiene 316 v. Chr. wechselte Phoinix auf die Seite des Antigonos Monophthalmos, von dem er als Statthalter in der strategisch wichtigen Provinz des hellespontischen Phrygien eingesetzt wurde. Aber im Jahr 310 v. Chr. revoltierte er zusammen mit dem Feldherren Ptolemaios gegen Antigonos, wurde aber von dessen Sohn Philippos wieder unterworfen und anschließend begnadigt.
Im Jahr 302 v. Chr., kurz vor der entscheidenden Schlacht von Ipsos, fiel Phoinix erneut von Antigonos ab und ging auf die Seite des Lysimachos über, von dem er zum Kommandanten von Sardis ernannt wurde. Danach ist nichts mehr von ihm überliefert.